# Adhésion capillaire

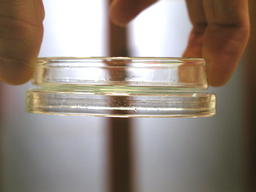
Le film mince de liquide présent entre les deux boîtes de Petri permet de retenir la seconde.

Pour les articles homonymes, voir Adhésion (homonymie) et capillaire.
L'adhésion capillaire est un mécanisme physique permettant de maintenir en contact deux corps par capillarité, par l'intermédiaire d'un film mince de liquide. C'est le mécanisme qui permet à une araignée ou à une fourmi de se déplacer au plafond, qui est à l'origine de la cohésion des grains de sable et qui explique pourquoi les cheveux apparaissent collés lorsqu'on sort de la douche.

## Mécanisme
L'attraction entre deux objets par l'intermédiaire d'un film liquide est due principalement à la pression de Laplace dans les conditions usuelles, et également à la tension superficielle directement. Si l'on regarde le joint entre les deux objets, le liquide forme un petit pont (appelé pont capillaire) entre les deux. 

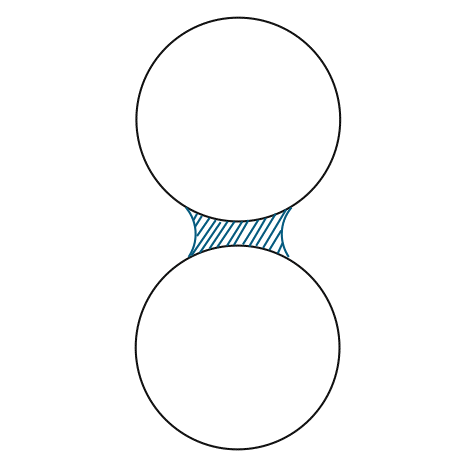
Le liquide entre les deux objets forme un pont capillaire.

### Contribution de la pression de Laplace
L'interface entre le liquide et le grain est courbée avec un rayon de courbure {\displaystyle -R}. En effet, la courbure est tournée vers l'extérieur, elle est donc négative. La pression de Laplace s'écrit {\displaystyle P=-{\frac {\gamma }{R}}} où {\displaystyle \gamma } est la tension de surface entre le liquide et le solide.
La pression dans le liquide est donc plus faible que la pression atmosphérique. Cette différence de pression engendre une attraction entre les deux objets ce qui tend à les maintenir ensemble.

### Contribution directe de la tension superficielle
Outre la pression de Laplace qui contribue sur toute la base du pont capillaire (et, par conséquent, avec une contribution proportionnelle au carré de son rayon), la tension superficielle du liquide contribue également sur le périmètre du pont capillaire (proportionnel au rayon). Cette contribution est en général négligeable dans la vie courante. Elle peut néanmoins devenir dominante à petite échelle, par exemple en micro-fluidique.

### Résistance au décollement
L'adhésion capillaire par l'intermédiaire d'un liquide peu visqueux comme l'eau est très peu efficace. En effet, pour se débarrasser d'un grain de sable qui colle, par capillarité, l'expérience quotidienne dit qu'il suffit de l'épousseter c'est-à-dire d'exercer un cisaillement. Pour qu'un adhésif soit efficace, il faut qu'il tienne quelles que soient les sollicitations qu'on lui impose (pelage, traction, cisaillement, etc.). La suite de cet article compare la contrainte qu'il faut pour séparer deux solides qui tiennent par capillarité en traction et en cisaillement. Le calcul est effectué sur l'exemple de deux grains de sable qui tiennent grâce à un film d'eau.

## Calcul en traction
La force de Laplace est responsable de l'attraction entre les grains de sable. Le calcul de la cohésion des grains de sable donne une contrainte {\displaystyle \Delta P={\frac {\gamma }{\delta }}\sin \beta \simeq {\frac {7.10^{-2}.1}{10^{-5}}}\simeq 7\ 000\ {\text{Pa}}}. 
Il s'agit de la force statique.
Le calcul est effectué dans le cas général dans l'article Force normale entre deux disques dans un fluide visqueux.

## Calcul en cisaillement - Influence de la viscosité
En cisaillement, le fait de faire glisser le grain de sable sur le substrat induit un écoulement de l'eau entre les deux solides. C'est la dissipation due à cet écoulement qui va donner la contrainte nécessaire pour retirer le grain de sable. 
Le cisaillement est {\displaystyle {\dot {\gamma }}}, la variation de vitesse sur une épaisseur donnée. Dimensionnellement, on peut écrire {\displaystyle {\dot {\gamma }}\simeq {\frac {v}{\delta }}} où {\displaystyle v} est la vitesse de cisaillement. Si la vitesse est de l'ordre du centimètre par seconde, {\displaystyle {\dot {\gamma }}\simeq {\frac {10^{-2}}{10^{-5}}}\simeq 10^{3}s^{-1}}.
La contrainte résistant à un écoulement est proportionnelle à la viscosité : {\displaystyle \sigma =\eta {\dot {\gamma }}}. La contrainte de résistance est donc la suivante :
{\displaystyle \sigma =\eta {\dot {\gamma }}=7.10^{-2}.10^{3}\simeq 70\ {\text{Pa}}}.
Finalement, la résistance en cisaillement est cent fois plus faible que la résistance en traction. C'est donc cette deuxième valeur qui va limiter l'adhésion du grain de sable. Par conséquent, l'eau n'est pas un bon adhésif. Par ailleurs, cette contrainte est proportionnelle à la viscosité. Ainsi, le miel collera beaucoup mieux que l'eau.